# Comitato paralimpico nazionale
Un comitato paralimpico nazionale (National Paralympic Committee, sigla NPC) è un'organizzazione sportiva nazionale, con responsabilità per gli sport per disabili, facente capo al Comitato Paralimpico Internazionale (International Paralympic Committee, sigla IPC). Solo un NPC in regola può far partecipare i propri atleti ai Giochi paralimpici.

## Elenco degli NPC per continente
Ad oggi sono 183 i Comitati paralimpici nazionali riconosciuti in tutto il mondo.
Tutti i comitati sono membri del comitato del proprio continente, poiché il mondo è diviso in cinque associazioni continentali:
| Continente | Continente                     | Associazione                  | NPC |
| ---------- | ------------------------------ | ----------------------------- | --- |
|            | Africa                         | Comitato Paralimpico Africano | 48  |
| America    | Comitato Paralimpico Americano | 33                            |     |
| Asia       | Comitato Paralimpico Asiatico  | 45                            |     |
| Europa     | Comitato Paralimpico Europeo   | 49                            |     |
| Oceania    | Comitato Paralimpico Oceaniano | 8                             |     |

### Africa
- Algeria - Comitato paralimpico algerino
- Angola - Comitato paralimpico angolano
- Benin - Comitato paralimpico beninese
- Botswana - Comitato paralimpico botswano
- Burkina Faso - Comitato paralimpico burkinabé
- Burundi - Comitato paralimpico burundese
- Camerun - Comitato paralimpico camerunense
- Capo Verde - Comitato paralimpico capoverdiano
- Comore - Comitato paralimpico comoriano
- Costa d'Avorio - Comitato paralimpico ivoriano
- Egitto - Comitato paralimpico egiziano
- Eritrea - Comitato paralimpico eritreo
- eSwatini - Comitato paralimpico swazi
- Etiopia - Comitato paralimpico etiope
- Gabon - Comitato paralimpico gabonese
- Gambia - Comitato paralimpico gambiano
- Ghana - Comitato paralimpico ghanese
- Guinea - Comitato paralimpico guineano
- Guinea-Bissau - Comitato paralimpico guineense
- Kenya - Comitato paralimpico keniota
- Lesotho - Comitato paralimpico lesothiano
- Liberia - Comitato paralimpico liberiano
- Libia - Comitato paralimpico libico
- Madagascar - Comitato paralimpico malgascio
- Malawi - Comitato paralimpico malawiano
- Mali - Comitato paralimpico maliano
- Marocco - Comitato paralimpico marocchino
- Mauritius - Comitato paralimpico mauriziano
- Mozambico - Comitato paralimpico mozambicano
- Namibia - Comitato paralimpico namibiano
- Niger - Comitato paralimpico nigerino
- Nigeria - Comitato paralimpico nigeriano
- Rep. Centrafricana - Comitato paralimpico centrafricano
- Rep. del Congo - Comitato paralimpico congolese
- RD del Congo - Comitato paralimpico della Repubblica Democratica del Congo
- Ruanda - Comitato paralimpico ruandese
- São Tomé e Príncipe - Comitato paralimpico saotomense
- Senegal - Comitato paralimpico senegalese
- Seychelles - Comitato paralimpico seicellese
- Sierra Leone - Comitato paralimpico sierraleonese
- Somalia - Comitato paralimpico somalo
- Sudafrica - Comitato paralimpico sudafricano
- Tanzania - Comitato paralimpico tanzaniano
- Togo - Comitato paralimpico togolese
- Tunisia - Comitato paralimpico tunisino
- Uganda - Comitato paralimpico ugandese
- Zambia - Comitato paralimpico zambiano
- Zimbabwe - Comitato paralimpico zimbabwese

### America
- Antigua e Barbuda - Comitato paralimpico antiguo-barbudano
- Argentina - Comitato paralimpico argentino
- Aruba - Comitato paralimpico di Aruba
- Barbados - Comitato paralimpico barbadiano
- Bermuda - Comitato paralimpico bermudiano
- Brasile - Comitato paralimpico brasiliano
- Canada - Comitato paralimpico canadese
- Cile - Comitato paralimpico cileno
- Colombia - Comitato paralimpico colombiano
- Costa Rica - Comitato paralimpico costaricano
- Cuba - Comitato paralimpico cubano
- Ecuador - Comitato paralimpico ecuadoriano
- El Salvador - Comitato paralimpico salvadoregno
- Giamaica - Comitato paralimpico giamaicano
- Grenada - Comitato paralimpico grenadiano
- Guatemala - Comitato paralimpico guatemalteco
- Guyana - Comitato paralimpico guianese
- Haiti - Comitato paralimpico haitiano
- Honduras - Comitato paralimpico honduregno
- Isole Vergini Americane - Comitato paralimpico americo-verginiano
- Messico - Comitato paralimpico messicano
- Nicaragua - Comitato paralimpico nicaraguense
- Panama - Comitato paralimpico panamense
- Paraguay - Comitato paralimpico paraguayano
- Perù - Comitato paralimpico peruviano
- Porto Rico - Comitato paralimpico portoricano
- Rep. Dominicana - Comitato paralimpico dominicano
- Saint Vincent e Grenadine - Comitato paralimpico sanvincentino
- Stati Uniti - Comitato olimpico e paralimpico statunitense
- Suriname - Comitato paralimpico surinamese
- Trinidad e Tobago - Comitato paralimpico trinidadiano
- Uruguay - Comitato paralimpico uruguayano
- Venezuela - Comitato paralimpico venezuelano

### Asia
- Afghanistan - Comitato paralimpico afghano
- Arabia Saudita - Comitato paralimpico saudita
- Bahrein - Comitato paralimpico bahreinita
- Bangladesh - Comitato paralimpico bengalese
- Bhutan - Comitato paralimpico bhutanese
- Birmania - Comitato paralimpico birmano
- Brunei - Comitato paralimpico bruneiano
- Cambogia - Comitato paralimpico cambogiano
- Cina - Comitato paralimpico cinese
- Corea del Nord - Comitato paralimpico nordcoreano
- Corea del Sud - Comitato paralimpico sudcoreano
- Emirati Arabi Uniti - Comitato paralimpico emiratino
- Filippine - Comitato paralimpico filippino
- Giappone - Comitato paralimpico giapponese
- Giordania - Comitato paralimpico giordano
- Hong Kong - Comitato paralimpico di Hong Kong
- India - Comitato paralimpico indiano
- Indonesia - Comitato paralimpico indonesiano
- Iran - Comitato paralimpico iraniano
- Iraq - Comitato paralimpico iracheno
- Kazakistan - Comitato paralimpico kazako
- Kirghizistan - Comitato paralimpico kirghizo
- Kuwait - Comitato paralimpico kuwaitiano
- Laos - Comitato paralimpico laotiano
- Libano - Comitato paralimpico libanese
- Macao - Comitato paralimpico macaense
- Malaysia - Comitato paralimpico malesiano
- Maldive - Comitato paralimpico maldiviano
- Mongolia - Comitato paralimpico mongolo
- Nepal - Comitato paralimpico nepalese
- Oman - Comitato paralimpico omanita
- Pakistan - Comitato paralimpico pachistano
- Palestina - Comitato paralimpico palestinese
- Qatar - Comitato paralimpico qatariota
- Singapore - Comitato paralimpico singaporese
- Siria - Comitato paralimpico siriano
- Sri Lanka - Comitato paralimpico srilanchese
- Tagikistan - Comitato paralimpico tagico
- Taiwan - Comitato paralimpico di Taipei cinese
- Thailandia - Comitato paralimpico tailandese
- Timor Est - Comitato paralimpico est-timorese
- Turkmenistan - Comitato paralimpico turkmeno
- Uzbekistan - Comitato paralimpico uzbeko
- Vietnam - Comitato paralimpico vietnamita
- Yemen - Comitato paralimpico yemenita

### Europa
- Andorra - Comitato paralimpico andorrano
- Armenia - Comitato paralimpico armeno
- Austria - Comitato paralimpico austriaco
- Azerbaigian - Comitato paralimpico azero
- Belgio - Comitato paralimpico belga
- Bielorussia - Comitato paralimpico bielorusso
- Bosnia ed Erzegovina - Comitato paralimpico bosniaco
- Bulgaria - Comitato paralimpico bulgaro
- Cipro - Comitato paralimpico cipriota
- Croazia - Comitato paralimpico croato
- Danimarca - Comitato paralimpico danese
- Estonia - Comitato paralimpico estone
- Fær Øer - Comitato paralimpico faroese
- Finlandia - Comitato paralimpico finlandese
- Francia - Comitato paralimpico francese
- Georgia - Comitato paralimpico georgiano
- Germania - Comitato paralimpico tedesco
- Grecia - Comitato paralimpico greco
- Irlanda - Comitato paralimpico irlandese
- Islanda - Comitato paralimpico islandese
- Israele - Comitato paralimpico israeliano
- Italia - Comitato paralimpico italiano
- Kosovo - Comitato paralimpico del Kosovo
- Lettonia - Comitato paralimpico lettone
- Liechtenstein - Comitato paralimpico del Liechtenstein
- Lituania - Comitato paralimpico lituano
- Lussemburgo - Comitato paralimpico lussemburghese
- Macedonia del Nord - Comitato paralimpico della Macedonia del Nord
- Malta - Comitato paralimpico maltese
- Moldavia - Comitato paralimpico moldavo
- Montenegro - Comitato paralimpico montenegrino
- Norvegia - Comitato olimpico e paralimpico norvegese
- Paesi Bassi - Comitato olimpico e paralimpico dei Paesi Bassi
- Polonia - Comitato paralimpico polacco
- Portogallo - Comitato paralimpico portoghese
- Regno Unito - Comitato paralimpico britannico
- Rep. Ceca - Comitato paralimpico ceco
- Romania - Comitato paralimpico rumeno
- Russia - Comitato paralimpico russo
- San Marino - Comitato paralimpico sammarinese
- Serbia - Comitato paralimpico serbo
- Slovacchia - Comitato paralimpico slovacco
- Slovenia - Comitato paralimpico sloveno
- Spagna - Comitato paralimpico spagnolo
- Svezia - Comitato paralimpico svedese
- Svizzera - Comitato paralimpico svizzero
- Turchia - Comitato paralimpico turco
- Ucraina - Comitato paralimpico ucraino
- Ungheria - Comitato paralimpico ungherese

### Oceania
- Australia - Comitato paralimpico australiano
- Figi - Comitato paralimpico figiano
- Isole Salomone - Comitato paralimpico salomonese
- Kiribati - Comitato paralimpico gilbertese
- Nuova Zelanda - Comitato paralimpico neozelandese
- Papua Nuova Guinea - Comitato paralimpico papuano
- Samoa - Comitato paralimpico samoano
- Tonga - Comitato paralimpico tongano
- Vanuatu - Comitato paralimpico vanuatuano